# Tess
Tess – film fabularny Romana Polańskiego z 1979 roku, zrealizowany na podstawie książki Tessa d’Urberville, Thomasa Hardy’ego.

## Obsada
- Nastassja Kinski – Tess Durbeyfield
- Peter Firth – Angel Clare
- Leigh Lawson – Alec d’Urberville
- John Collin – John Durbeyfield
- Rosemary Martin – Joan Durbeyfield
- Arielle Dombasle - Mercy Chant

i inni

## Opis fabuły
Tess to historia ubogiej rodziny Durbeyfield, która dowiaduje się, że ich nazwisko ma szlacheckie korzenie. Postanawiają wysłać swoją córkę Tess do swojej rzekomej rodziny, która mieszka w okolicy. Okazuje się jednak, że ludzie ci kupili nazwisko, a pokrewieństwo z d’Urberville’ami jest znikome.
Podczas pobytu u d’Urberville’ów Tess poznaje „kuzyna” Aleca, który ją uwodzi. Z tego krótkiego związku rodzi się dziecko, które wkrótce umiera. W wiosce Tess pastor odmawia chrześcijańskiego pochówku jej dziecka. Dziewczyna w rozgoryczeniu opuszcza swoje strony rodzinne i znajduje pracę na farmie mlecznej, gdzie poznaje Angela. Zakochani biorą ślub, a w noc poślubną Tess wyjawia Angelowi sekret związany z dzieckiem myśląc, że mąż jej wybaczy. Mężczyzna jest zdruzgotany, opuszcza Tess i wyjeżdża do Brazylii. Przez długi czas Tess ciężko pracuje i tuła się po kraju. Umiera jej ojciec, a tym samym matka z jej rodzeństwem nie ma środków na utrzymanie. Tess otrzymuje propozycję od „kuzyna” Aleca, aby została jego kochanką, w zamian za co będzie utrzymywał jej rodzinę. Tess przez długi czas odrzuca tę myśl, kierując się dumą, jednak w końcu ulega.
Jej mąż wraca z tułaczki i wybacza Tess. Jest jednak za późno: jego żona została kochanką „pana d’Uberville” i żyje w nieszczęśliwym związku. Po spotkaniu z Angelem jej rozpacz kumuluje się do tego stopnia, że morduje Aleca i ucieka z Angelem. Ostatnie chwile ukochani spędzają przy Stonehenge. To pradawne miejsce jest świadkiem upadku Tess, którą zabiera policja. Dziewczyna oddaje się w ręce sprawiedliwości bez oporu mówiąc: „Jestem gotowa”.

## Nagrody i nominacje

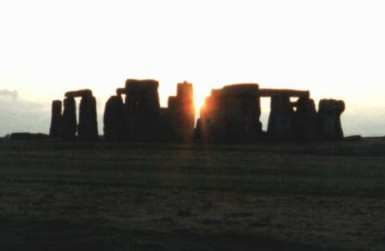
Stonehenge – ostatni postój Tess

- 1982 – BAFTA w kategorii najlepsze zdjęcia dla Ghislaina Cloqueta i Geoffreya Unswortha
- 1982 – nominacja do BAFTY w kategorii najlepsza scenografia dla Pierre’a Guffroya
- 1982 – nominacja do BAFTY w kategorii najlepsze kostiumy dla Anthony’ego Powella
- 1981 – nominacja do Złotego Globu w kategorii najlepszy reżyser dla Romana Polańskiego
- 1981 – Oscar w kategorii najlepsza scenografia dla Jacka Stevensa
- 1981 – Oscar w kategorii najlepsza scenografia dla Pierre’a Guffroya
- 1981 – Oscar w kategorii najlepsze zdjęcia dla Ghislaina Cloqueta i Geoffreya Unswortha
- 1981 – nominacja do Oscara w kategorii najlepsza muzyka dla Philippe’a Sarde’a
- 1981 – Złoty Glob w kategorii najlepszy film zagraniczny
- 1981 – nominacja do Złotego Globu w kategorii najlepsza aktorka dramatyczna dla Nastassji Kinski
- 1981 – Złoty Glob w kategorii najbardziej obiecująca aktorka dla Nastassji Kinski
- 1981 – Oscar w kategorii najlepsze kostiumy dla Anthony’ego Powella
- 1981 – nominacja do Oscara w kategorii najlepszy reżyser dla Romana Polańskiego
- 1980 – César w kategorii najlepszy reżyser dla Romana Polańskiego
- 1980 – César w kategorii najlepszy film dla Romana Polańskiego
- 1980 – César w kategorii najlepsze zdjęcia dla Ghislaina Cloqueta
- 1980 – nominacja do Cesara w kategorii najlepsza aktorka dla Nastassji Kinski
- 1980 – nominacja do Cesara w kategorii najlepsza muzyka dla Philippe’a Sarde’a
- 1980 – nominacja do Cesara w kategorii najlepsza scenografia dla Pierre’a Guffroya